# رگینا اویا
رگینا اویا (استونیایی: Regina Oja؛ زادهٔ ۳۱ ژانویهٔ ۱۹۹۶) ورزشکار دوگانه اهل کشور استونی است.